# Гленарден (Меріленд)
Гленарден (англ. Glenarden) — місто (англ. city) в США, в окрузі Графство принца Георга штату Меріленд. Населення — 6402 особи (2020).

## Географія
Гленарден розташований за координатами 38°55′45″ пн. ш. 76°51′27″ зх. д. / 38.92917° пн. ш. 76.85750° зх. д. (38.929133, -76.857442).  За даними Бюро перепису населення США в 2010 році місто мало площу 3,16 км², уся площа — суходіл.

## Демографія
Згідно з переписом 2010 року, у місті мешкало 6000 осіб у 2077 домогосподарствах у складі 1535 родин. Густота населення становила 1898 осіб/км².  Було 2256 помешкань (714/км²).
Расовий склад населення:
| - 92,1 % — чорних або афроамериканців - 2,4 % — білих - 0,6 % — азіатів - 0,3 % — корінних американців - 2,9 % — осіб інших рас |

До двох чи більше рас належало 1,7 %. Частка іспаномовних становила 6,0 % від усіх жителів.
За віковим діапазоном населення розподілялося таким чином: 31,2 % — особи молодші 18 років, 57,2 % — особи у віці 18—64 років, 11,6 % — особи у віці 65 років та старші. Медіана віку мешканця становила 31,5 року. На 100 осіб жіночої статі у місті припадало 78,0 чоловіків;  на 100 жінок у віці від 18 років та старших — 69,7 чоловіків також старших 18 років.
Середній дохід на одне домашнє господарство  становив 77 485 доларів США (медіана — 60 266), а середній дохід на одну сім'ю — 79 981 долар (медіана — 58 222). Медіана доходів становила 44 622 долари для чоловіків та 47 951 долар для жінок. За межею бідності перебувало 14,0 % осіб, у тому числі 29,5 % дітей у віці до 18 років та 5,9 % осіб у віці 65 років та старших.
Цивільне працевлаштоване населення становило 2636 осіб. Основні галузі зайнятості: освіта, охорона здоров'я та соціальна допомога — 29,4 %, публічна адміністрація — 14,9 %, роздрібна торгівля — 14,0 %.